# 曼彻斯特市政厅扩建
曼彻斯特市政厅扩建（Manchester Town Hall Extension）位于英格兰曼彻斯特市中心的圣彼得广场，建于1934-1938年。1974年10月3日，英格兰遗产委员会将其列为二级登录建筑。 其折衷主义风格构成哥特复兴风格的曼彻斯特市政厅与古典风格的曼彻斯特中央图书馆之间的过渡。

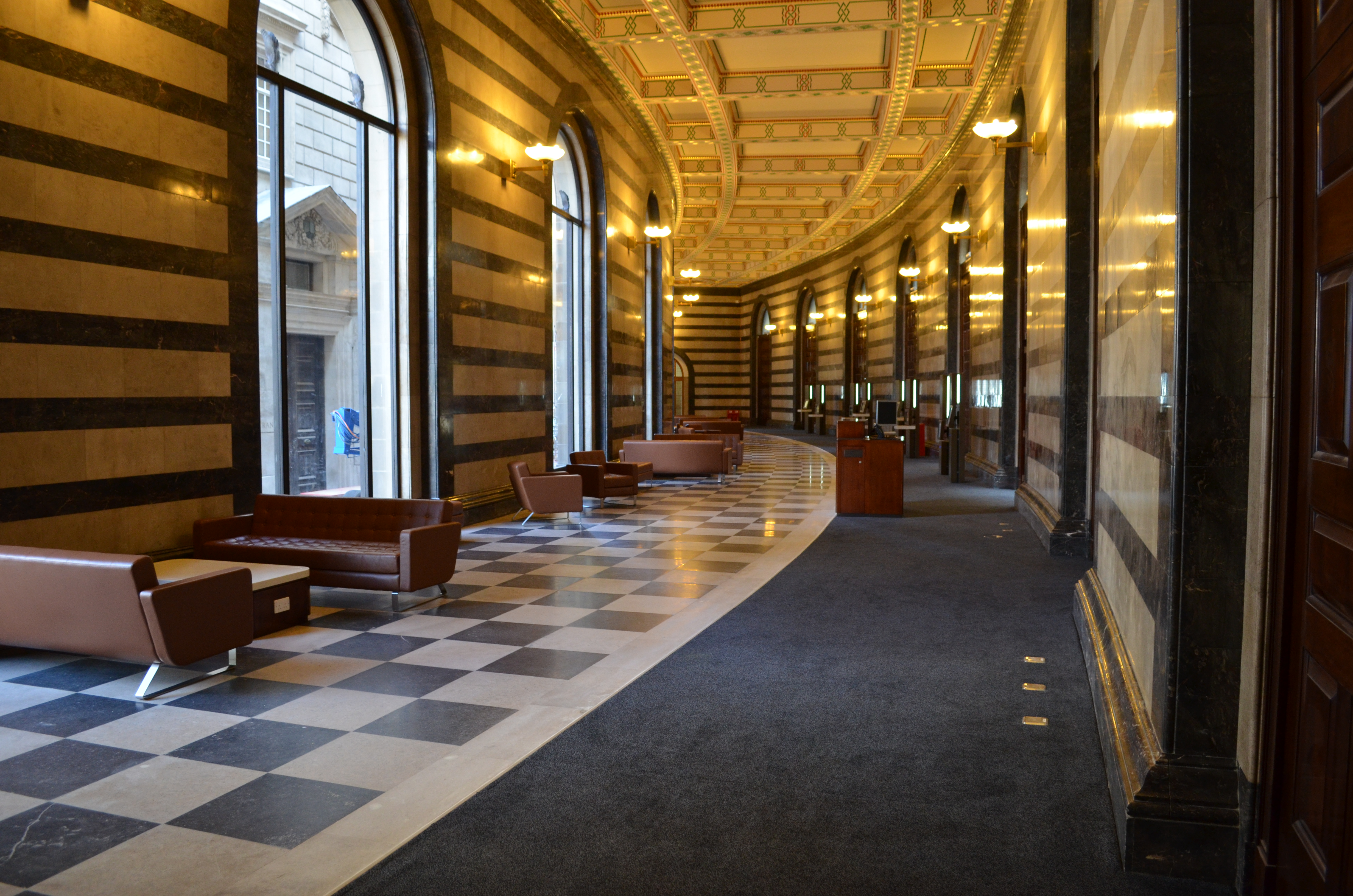

其设计者为建造师E. Vincent Harris，他于1927年赢得了设计竞赛，并于同年赢得毗邻的曼彻斯特中央图书馆的设计竞赛。
该建筑高八层，与曼彻斯特市政厅之间通过两座天桥连接。建筑造价75万英镑。1938年，国王乔治六世为其揭幕。